# Aldusserien
Aldusserien (ISSN 0346-5454), var en omfattande populärvetenskaplig bokserie från bokförlaget Aldus/Bonniers. Böckerna var i pocketformat och behandlade sådana ämnen som religion, astronomi, språk, ekonomi, geografi m m. Serien gick från början under namnet Aldusböckerna men 1967 bytte den namn till Aldusserien. Namnet syftade på renässansboktryckaren Aldus Manutius.
| Volym | Titel                                                            | Författare                           | Utgivningsår |
| ----- | ---------------------------------------------------------------- | ------------------------------------ | ------------ |
| 1     | Svenskt arbete och liv                                           | Eli F. Heckscher                     | 1957         |
| 2     | Kvinnligt, manligt, mänskligt                                    | Margaret Mead                        | ?            |
| 3     | Makt och rätt                                                    | Ivar Strahl                          | ?            |
| 4     | Tro och livsåskådning                                            | Ingemar Hedenius                     | ?            |
| 5     | Universums skapelse                                              | George Gamow                         | ?            |
| 6     | Grekisk och romersk konst                                        | Ernst Kjellberg & Gösta Säflund      | 1958         |
| 7     | Musikens historia                                                | Alfred Einstein                      | 1958         |
| 8     | Drömtydning                                                      | Sigmund Freud                        | ?            |
| 9     | Sveriges historia under 1900-talet                               | Elis Håstad                          | ?            |
| 10    | Den underbara resan                                              | Gunnar Ahlström                      | ?            |
| 11    | Dödahavsrullarna                                                 | John M. Allegro                      | ?            |
| 12    | Atomfysik och mänskligt vetande                                  | Niels Bohr                           | 1959         |
| 13    | Utsikter över utländsk prosa                                     | Artur Lundkvist                      | ?            |
| 14    | Kristendomens genombrott i Sverige                               | Sven Ulric Palme                     | 1959         |
| 15    | Svenska målarpionjärer                                           | Erik Blomberg                        | ?            |
| 16    | Människa, kontakt, miljö                                         | Gunnar Boalt                         | ?            |
| 17    | Den svenska konstens historia 1                                  | Henrik Cornell                       | ?            |
| 18    | Den svenska konstens historia 2                                  | Henrik Cornell                       | ?            |
| 19    | Från svensk medeltid                                             | Erik Lönnroth                        | 1959         |
| 20    | Psykiatri i vår tid                                              | Eric B. Strauss                      | ?            |
| 21    | Einstein och universum                                           | Lincoln Barnett                      | ?            |
| 22    | Jazzens historia                                                 | Marshall Stearns                     | ?            |
| 23    | Edith Södergran                                                  | Gunnar Tideström                     | ?            |
| 24    | Demokratiens problem                                             | Herbert Tingsten                     | ?            |
| 25    | Kulturmönster                                                    | Ruth Benedict                        | ?            |
| 26    | Mykenes röst                                                     | John Chadwick                        | 1960         |
| 27    | Liv - Ursprung och utformning                                    | Gösta Ehrensvärd                     | 1960         |
| 28    | Ekonomi och samhälle                                             | Torsten Gårdlund                     | ?            |
| 29    | Sanning och särprägel                                            | Knut Jaensson                        | ?            |
| 30    | 1789                                                             | Georges Lefebvre                     | ?            |
| 31    | Stjärnhimlen                                                     | Patrick Moore                        | ?            |
| 32    | Den ensamma massan                                               | David Riesman                        | ?            |
| 33    | Den svenska kriminalpolitiken                                    | Ivar Strahl                          | ?            |
| 34    | Människan och strålningsriskerna                                 | Wallance & Dobzhansky                | ?            |
| 35    | Den svenska konsten under 1900-talet                             | Rolf Söderberg                       | ?            |
| 36    | ?                                                                | ?                                    | ?            |
| 37    | Människans ärftlighet och utveckling                             | L.C. Dunn                            | ?            |
| 38    | Expansion: liv i universum                                       | Gösta Ehrensvärd                     | 1961         |
| 39    | Världsalltets byggnad                                            | Fred Hoyle                           | 1961         |
| 40    | August Strindberg                                                | Martin Lamm                          | 1961         |
| 41    | ?                                                                | ?                                    | 1961         |
| 42    | Kungar, profeter och harlekiner                                  | Geo Widengren                        | 1961         |
| 43    | Människan i rymden                                               | Carl-Johan Clemedson                 | 1961         |
| 44    | Fåglarnas liv                                                    | Göran Bergman                        | ?            |
| 45    | Den levande cellen                                               | J.A.V. Butler                        | ?            |
| 46    | Analys och porträtt                                              | Fredrik Böök                         | ?            |
| 47    | Fysiken och människan                                            | Tor Ragnar Gerholm                   | 1962         |
| 48    | Vårt språk och vår värld                                         | Samuel Ichiyé Hayakawa               | ?            |
| 49    | Djävulens ansikte, Ingmar Bergmans filmer                        | Jörn Donner                          | ?            |
| 50    | De nordiska gudarna                                              | Georges Dumézil                      | ?            |
| 51    | Ett två tre ... oändligheten                                     | George Gamow                         | 1962         |
| 52    | Musikalisk poetik                                                | Igor Stravinskij                     | ?            |
| 53    | Afrikas folk                                                     | Carl Gösta Widstrand                 | ?            |
| 54    | Naivister och realister                                          | Erik Blomberg                        | ?            |
| 55    | Ur penningens historia                                           | Sture Bolin                          | ?            |
| 56    | Världsnaturens historia                                          | Francis Bull                         | ?            |
| 57    | Cybernetik                                                       | G. Th. Guilbaud                      | 1962         |
| 58    | Planeterna                                                       | Patrick Moore                        | 1962         |
| 59    | Historiska problem och utvecklingslinjer                         | Curt Weibull                         | 1962         |
| 60    | Aldus världsatlas                                                | -                                    | ?            |
| 61    | Gustav Adolf den store                                           | Nils Ahnlund                         | ?            |
| 62    | Från Tacitus till Tage Erlander                                  | Sture Bolin                          | ?            |
| 63    | Unga människor                                                   | C. M. Fleming                        | ?            |
| 64    | Linneansk Linje                                                  | Knut Hagberg                         | ?            |
| 65    | Atomen i fredens tjänst                                          | Martin Mann                          | ?            |
| 66    | Vetenskapens stora framsteg                                      | A. E. E. McKenzie                    | ?            |
| 67    | Arbetslivets psykologi                                           | J. A. C. Brown                       | ?            |
| 68    | Tanke: Liv som medvetande och känslospel                         | Gösta Ehrensvärd                     | 1963         |
| 69    | Från Fattigsverige till välfärdsstaten                           | Åke Elmér                            | 1963         |
| 70    | Skratt och allvar i svensk litteratur                            | Olle Holmberg                        | 1963         |
| 71    | Åsikter och motiv                                                | Herbert Tingsten                     | 1963         |
| 72    | Religionens ursprung                                             | Geo Widengren                        | 1963         |
| 73    | Modern Swedish art                                               | Rolf Söderberg                       | 1963         |
| 74    | Medicinen av idag                                                | ?                                    | 1963         |
| 75    | Agnes von Krusensterna                                           | Olof Lagercrantz                     | 1963         |
| 76    | Charles Darwin                                                   | Sten Lindroth                        | 1963         |
| 77    | Lär känna dig själv                                              | Loewenstein, Gerhardi                | 1963         |
| 78    | Afrikas historia                                                 | Oliver, Fage                         | 1963         |
| 79    | Under havsvinden                                                 | Rachel Carson                        | 1963         |
| 80    | Freuds psykologi                                                 | Calvin S. Hall                       | 1963         |
| 81    | Aku-Aku                                                          | Thor Heyerdahl                       | ?            |
| 82    | Människans utveckling                                            | Björn Kurtén                         | ?            |
| 83    | Helvetets förhistoria                                            | Martin P:n Nilsson                   | 1963         |
| 84    | Vardagslivets psykopatologi                                      | Sigmund Freud                        | ?            |
| 85    | Kamouflage i djurvärlden                                         | Adolf Portmann                       | 1964         |
| 86    | Svensk utrikesdebatt mellan världskrigen                         | Herbert Tingsten                     | 1964         |
| 87    | Vad är statistik?                                                | W. Allen Wallis & Harry V. Roberts   | 1964         |
| 88    | Atomen människans universum                                      | Hannes Alfvén                        | 1964         |
| 89    | Världskriget och Versaillesfreden                                | Sture Bolin                          | 1964         |
| 90    | Studier i mod                                                    | john F. Kennedy                      | 1964         |
| 91    | Tillväxt och utveckling                                          | Maurice Sussman                      | 1964         |
| 92    | Grupper och gestalter                                            | Sten Carlsson                        | 1964         |
| 93    | De gröna växternas liv                                           | Arthur W. Galston                    | 1964         |
| 94    | Det moderna dramat 1830-1930                                     | Martin Lamm                          | 1964         |
| 95    | ?                                                                | ?                                    | 1964         |
| 96    | Världsalltet som enhet                                           | D.W. Sciama                          | 1964         |
| 97    | Tvistefrågor i svensk historia                                   | Sten Jonsson                         | 1964         |
| 98    | Växtvärlden                                                      | Harold C. Bold                       | 1964         |
| 99    | Utländska statsskick                                             | Olle Nyman                           | 1964         |
| 100   | Språket och människan                                            | Bertil Malmberg                      | 1964         |
| 101   | På Karl Staaffs tid                                              | Sven Ulric Palme                     | 1964         |
| 102   | Moderna strömkällor                                              | Staffan Ulvönäs                      | 1964         |
| 103   | Synpunkter på Strindberg                                         | Gunnar Brandell (red.)               | 1964         |
| 104   | Mozart                                                           | Alfred Einstein                      | 1964         |
| 105   | Den vilda strejken                                               | Joachim Israel                       | 1964         |
| 106   | Istidens djurvärld                                               | Björn Kurtén                         | 1964         |
| 107   | Gustaf Fröding                                                   | Johan Landquist                      | 1964         |
| 108   | Källkritik och historia                                          | Curt Weibull                         | 1964         |
| 109   | Löjliga familjerna                                               | Staffan Björck                       | 1964         |
| 110   | Talen - Vetenskapens språk                                       | Tobias Dantzig                       | 1964         |
| 111   | Livets mening                                                    | Ingemar Hedenius                     | 1964         |
| 112   | Harry Martinson                                                  | Ingvar Holm                          | 1964         |
| 113   | Binas språk                                                      | Martin Lindauer                      | 1964         |
| 114   | Världshistoria 1914-1961                                         | David Thomson                        | ?            |
| 115   | Ont uppsåt?                                                      | Hans Villius (red.)                  | ?            |
| 116   | Existentialismen är en humanism                                  | Jean-Paul Sartre                     | ?            |
| 117   | Masskommunikation                                                | Gunnar Boalt                         | ?            |
| 118   | Dagspressen i Sverige                                            | L. Furhoff & H. Hederberg            | ?            |
| 119   | Laser - Det nya ljuset                                           | Britt Hartmann                       | 1965         |
| 120   | Ikarus' flykt                                                    | Artur Lundkvist                      | ?            |
| 121   | Företagsledning i en föränderlig värld                           | E. Rhenman & B. Stymne               | ?            |
| 122   | Karin Boye                                                       | Margit Abenius                       | 1965         |
| 123   | Djurens beteenden                                                | V. G. Dethier & E. Stellar           | 1965         |
| 124   | 40-talsförfattare                                                | Lars Olof Franzén (red.)             | 1965         |
| 125   | Förenta Nationerna                                               | Finn Friis                           | 1965         |
| 126   | Latinamerikas historia                                           | George Pendle                        | 1965         |
| 127   | Viktoria och viktorianerna                                       | Herbert Tingsten                     | 1965         |
| 128   | Hur Sovjet styres                                                | John N. Hazard                       | 1965         |
| 135   | Vad är operationsanalys?                                         | Jan E. Berglund & Lars Halldén       | 1965         |
| 140   | De magiska åren                                                  | Selma H. Fraiberg                    | 1965         |
| 141   | Den stora börskraschen 1929                                      | John Kenneth Galbraith               | 1965         |
| 142   | Människor och vintergator                                        | Fred Hoyle                           | 1965         |
| 143   | Tvistefrågor i svensk litteraturforskning                        | Magnus von Platen                    | 1966         |
| 148   | Solen                                                            | George Gamow                         | 1965         |
| 154   | Människans frigörelse                                            | Karl Marx                            | 1965         |
| 157   | Upptäckten av elektronen                                         | David L. Anderson                    | 1966         |
| 158   | Språk och påverkan                                               | Jan Andersson & Mats Furberg         | 1966         |
| 169   | Hur USA styres                                                   | William C. Havard                    | 1966         |
| 171   | Vad är grafik?                                                   | Philip von Schantz                   | 1966         |
| 185   | Galaxer, atomkärnor och kvasarer                                 | Fred Hoyle                           | 1966         |
| 192   | Atomteori och naturbeskrivning                                   | Niels Bohr                           | 1967         |
| 196   | Befolkningsutvecklingen                                          | Poul Chr. Matthiessen                | 1967         |
| 197   | Leningrad, S:t Petersburg                                        | Jan Olof Olsson                      | 1967         |
| 210   | Lenin                                                            | Louis Fischer                        | 1967         |
| 211   | Nittonhundratalets musik                                         | Ton de Leeuw                         | 1967         |
| 215   | Den svenska socialdemokratins idéutveckling 1                    | Herbert Tingsten                     | 1967         |
| 216   | Den svenska socialdemokratins idéutveckling 2                    | Herbert Tingsten                     | 1967         |
| 217   | Från underverksopera till TV-opera                               | Folke H. Törnblom                    | 1967         |
| 221   | Vi i bild                                                        | Bo Lagercrantz                       | 1967         |
| 227   | Livet måste ha mening                                            | Viktor E. Frankl                     | 1968         |
| 234   | Femtitalet i backspegeln                                         | Karl Erik Lagerlöf                   | 1968         |
| 239   | Moral                                                            | Jan Andersson & Mats Furberg         | 1968         |
| 240   | Det kluvna jaget                                                 | Ronald David Laing                   | 1968         |
| 244   | Asiatisk erfarenhet                                              | Sven & Cecilia Lindqvist             | 1968         |
| 247   | Kolonialväldenas upplösning                                      | Franz Ansprenger                     | 1968         |
| 249   | Välfärdssamhället - och därefter?                                | Joachim Israel                       | 1969         |
| 252   | Sovjetryssland                                                   | Karl-Heinz Ruffmann                  | 1969         |
| 253   | Tvåspråkighet eller Halvspråkighet?                              | Nils-Erik Hansegård                  | 1969         |
| 255   | Den omoraliska anständigheten                                    | Ingemar Hedenius                     | 1969         |
| 256   | Vad är sociologi?                                                | Alex Inkeles                         | 1969         |
| 257   | Ho Chi Minh                                                      | Jean Lacouture                       | 1969         |
| 258   | Utflykter med utländska författare                               | Artur Lundkvist                      | 1969         |
| 262   | Vision och skepsis: från Thales till skeptikerna                 | Mats Furberg                         | 1969         |
| 263   | Barn, böcker och massmedier                                      | Tordis Örjasaeter                    | 1969         |
| 264   | Sten, brons och järn                                             | Mårten Stenberger                    | 1969         |
| 265   | Människans befrielse                                             | Herbert Marcuse                      | 1969         |
| 267   | BC-kriget hotar                                                  | Robin Clarke                         | 1969         |
| 268   | Samerna                                                          | Israel Ruong                         | 1969         |
| 269   | Intelligens och tänkande                                         | Kaj Spelling                         | 1969         |
| 273   | Leva under hot                                                   | Hans Lohmann                         | 1969         |
| 277   | Freud och hans tid                                               | Gunnar Brandell                      | 1969         |
| 278   | Hjalmar Gullberg: Olle Holmberg. En vänbok                       | Olle Holmberg                        | 1969         |
| 283   | Vi vantrivs i kulturen                                           | Sigmund Freud                        | 1969         |
| 284   | Gruva                                                            | Sara Lidman                          | 1969         |
| 285   | Den nygamla vänstern                                             | Daniel Tarschys                      | 1969         |
| 288   | Människor emellan                                                | Michael Argyle                       | 1970         |
| 289   | Krypto                                                           | Lars Axel Nilsson                    | 1970         |
| 292   | Den osannolika verkligheten                                      | Olle Holmberg                        | 1970         |
| 299   | Från jorden till solen                                           | Arne Eld Sandström                   | 1970         |
| 301   | Beethoven                                                        | Folke Hilding Törnblom               | 1970         |
| 303   | När människor möts                                               | Erving Goffman                       | 1970         |
| 306   | Revolution i räkneläran                                          | Rudolf Blöchliger                    | 1970         |
| 308   | Tankar om döden                                                  | Mats Furberg                         | 1970         |
| 309   | Själv och andra                                                  | Ronald David Laing                   | 1970         |
| 310   | Mord och sol och vår                                             | Jan Olof Olsson                      | 1970         |
| 312   | Den unge Lenin                                                   | Leo Trotskij                         | 1970         |
| 313   | Politisk antropologi                                             | Georges Balandier                    | 1970         |
| 314   | Lille Hans                                                       | Sigmund Freud                        | 1970         |
| 315   | Synpunkter på Lars Ahlin                                         | Anna Boethius m.fl.                  | 1971         |
| 329   | Moral                                                            | Jan Andersson                        | 1971         |
| 330   | Knutar                                                           | Ronald David Laing                   | 1971         |
| 332   | Ur min offentliga sektor                                         | Lars Gyllenste                       | 1971         |
| 334   | De ekonomiska idéernas historia                                  | William J. Barber                    | 1971         |
| 335   | Vi och de: molekyler och liv i kosmos                            | Gösta Ehrensvärd & Jan Olof Stenflo  | 1971         |
| 336   | Kriminalitet som ungdomsfenomen                                  | Ragnar Hauge                         | 1971         |
| 337   | Det moderna Kinas historia                                       | Ping-chia Kuo                        | 1971         |
| 338   | Futurum exaktum                                                  | Tor Ragnar Gerholm                   | 1971         |
| 340   | Öst–västkonflikten                                               | Bjöl Erling                          | 1971         |
| 344   | Antropologins historia                                           | Paul Mercier                         | 1971         |
| 345   | Lågtryck över Irland                                             | Jan Olof Olsson                      | 1971         |
| 346   | Barn-ungdom: En introduktion till utvecklingspsykologin          | Thord Erasmie                        | 1971         |
| 348   | Mentalsjukdom och miljö                                          | Ronald David Laing                   | 1971         |
| 349   | Modern dramatik: tio analyser                                    | Gösta Kjellin                        | 1971         |
| 355   | Makt människor emellan                                           | Kerstin Vinterhed                    | 1972         |
| 357   | Från Platon till Lenin                                           | Sven-Eric Liedman                    | 1972         |
| 362   | Kärlek och vilja                                                 | Rollo May                            | 1972         |
| 365   | De sista dagars heliga                                           | Robert Mullen                        | 1972         |
| 366   | Kärlek, ensamhet och dödens trädgård                             | Olle Holmberg                        | 1972         |
| 368   | Tonåring i hem skola samhälle                                    | Thord Erasmie                        | 1972         |
| 370   | Fängelsedagbok av en revolutionär präst                          | Philip Berrigan                      | 1972         |
| 375   | Livets mening och mål i indisk tankevärld                        | Walther Eidlitz                      | 1972         |
| 376   | Cirkeln sluter sig                                               | Commoner Barry                       | 1972         |
| 379   | Ljus och liv                                                     | Lars Olof Björn                      | 1972         |
| 381   | Framtidschocken                                                  | Alvin Toffler                        | 1972         |
| 384   | Fem familjer i Sverige                                           | Bengt Börjeson                       | 1972         |
| 388   | Vansinnets historia under den klassiska epoken                   | Michel Foucault                      | 1973         |
| 389   | Vad händer i Baltikum?                                           | Andres Küng                          | 1973         |
| 391   | Birgitta                                                         | Emilia Fogelklou                     | 1973         |
| 392   | Teckenlära                                                       | Bertil Malmberg                      | 1973         |
| 394   | Politik och propaganda                                           | Jan Andersson                        | 1973         |
| 397   | Levande materia: vad är liv? vad är biokemi?                     | Gösta Ehrensvärd                     | 1973         |
| 399   | Hemligheter. Bekännelser och meditation                          | Hans Levander                        | 1973         |
| 400   | Familjens "neurotiska" barn                                      | Maud Mannoni                         | 1973         |
| 403   | Lära för att överleva                                            | Neil Postman                         | 1973         |
| 408   | Språkgränsen                                                     | Magdalena Jaakkola                   | 1973         |
| 411   | Fosterskador                                                     | Bengt Källén                         | 1973         |
| 412   | Jag är okay - du är okay                                         | Thomas A. Harris                     | 1973         |
| 414   | Sverige, Sverige, fosterland!                                    | Andres Küng                          | 1973         |
| 415   | Makt och oskuld                                                  | Rollo May                            | 1974         |
| 419   | Barn och stress                                                  | Gösta Rodhe                          | 1974         |
| 420   | Modern Svensk litteratur: 1940-1972                              | Torben Brostrøm                      | 1974         |
| 422   | Hängivenhet och distans: en studie i Lars Gyllenstens romankonst | Hans Isaksson                        | 1974         |
| 426   | Myten om den goda modern                                         | Hanne Haavind                        | 1974         |
| 427   | Det andra syndafallet                                            | Thomas S Szasz                       | 1974         |
| 430   | Ros och dynamit                                                  | Heinrich Böll                        | 1974         |
| 431   | Mer människa                                                     | Hans Hof                             | 1974         |
| 433   | Eyvind Johnson: En monografi                                     | Gavin Orton                          | 1974         |
| 435   | Jord och makt i Sydamerika                                       | Sven Lindqvist                       | 1974         |
| 437   | Människans framtid                                               | Robert L. Heilbroner                 | 1975         |
| 439   | Den farliga sjukvården                                           | Ivan Illich                          | 1975         |
| 440   | Ombord på Aniara                                                 | Gunnar Tideström                     | 1975         |
| 441   | De arabiska revolutionerna                                       | Ingvar Rydberg                       | 1975         |
| 444   | Stress i arbetslivet                                             | Nils-Erik Landell                    | 1975         |
| 445   | Bortom våldet                                                    | Jiddu Krishnamurti                   | 1975         |
| 448   | Belägringen                                                      | Clara Claiborne Park                 | 1975         |
| 450   | Arbetsbyte                                                       | Sven Lindqvist                       | 1975         |
| 452   | Ekospasmrapporten                                                | Alvin Toffler                        | 1975         |
| 453   | Djur, människor, moral                                           | Stanley Godlovitch                   | 1976         |
| 454   | Mao Zedong och den ständiga revolutionen                         | Göran Leijonhufvud                   | 1976         |
| 456   | Lyssna inåt!                                                     | Hans Granqvist                       | 1976         |
| 457   | Hemmets århundrade                                               | Ellen Key                            | 1976         |
| 462   | Barndomens gåta                                                  | Maria Montessori                     | 1976         |
| 463   | Oljekrisen och den nya ekonomiska världsordningen                | Dan Israel                           | 1976         |
| 464   | Svensk presspolitik                                              | Karl Erik Gustafsson & Stig Hadenius | 1976         |
| 465   | Manlig, kvinnlig, stressad                                       | Bernt Bernholm                       | 1976         |
| 466   | Modet att skapa                                                  | Rollo May                            | 1976         |
| 468   | Människan och mystiken                                           | Frits Staal                          | 1976         |
| 469   | Aktiv förlossning                                                | Sheila Kitzingeraal                  | 1977         |